# 1803

## أحداث
- تأسيس مدينة هوبارت وتقع حاليا في أستراليا.
- بداية حرب بادري في 1803 والتي انتهت في 1837.
- 30 أبريل - الولايات المتحدة توقع اتفاقية شراء مقاطعة لويزيانا من فرنسا، بتكلفة 15 مليون دولار أو مايعادل في 390 بليون دولار في عام 2003. الأراضي المشتراة كانت تشمل على كل أو أجزاء أرض من الولايات التالية: أركنساس، ميسوري، آيوا، مينيسوتا، داكوتا الشمالية، داكوتا الجنوبية، نبراسكا، نيومكسيكو، تكساس، أوكلاهوما، كانساس، مونتانا، وايومنغ، وكولورادو.
- 18 مايو - أعلنت بريطانيا الحرب على فرنسا بسبب تدخل نابليون بونابرت في شئون إيطاليا وسويسرا
- 30 أكتوبر - البحرية اللّـيبية تأسر البارجة الأمريكية (فيلاديلفيا).

## مواليد
- ادريان لودوغ ريتشر
- كريستيان دوبلر
- هنري دارسي
- هيكتور بيرليوز
- يوستوس فون ليبيغ
- جاك ديزير لفال، حافض جزيرة موريس. توفي في 1864
- 12 مايو - فيودور إيفانوفيتش تيوتشيف، شاعر ودبلوماسي روسي. توفي في 27 يوليو 1873
- 25 مايو - رالف والدو إيمرسون شاعر وفيلسوف أمريكي. وتُوفي في 27 أبريل 1882.
- 11 ديسمبر - شهاب الدين محمود الآلوسي، مؤلف التفسير روح المعاني في تفسير القرآن العظيم والسبع المثاني.
- 4 يونيو - غبريال جيمس رنيز، جنرال، توفى عام 1881
- 3 أكتوبر - جون غوري، طبيب ومخترع أمريكي من أصل اسكتلندي.

## وفيات
- صاموئيل آدامز
- جيمس كريستي
- عبد العزيز بن محمد بن سعود ثاني إمام للدولة السعودية الأولى